# Haňovice
Haňovice là một làng thuộc huyện Olomouc, vùng Olomoucký, Cộng hòa Séc.